# Batran
Batran (ros. Батран) – wieś w Rosji, w rejonie czerepowieckim obwodu wołogodzkiego. W 2002 liczyła XX mieszkańców, z kolei w 2010 populacja miejscowości wynosiła 50 osób.